# Viaduc de Clécy
Le viaduc de Clécy, aussi dénommé viaduc de la Lande, est un pont ferroviaire, ouvrage d'art de la ligne de chemin de fer de Caen à Flers, construit en 1866 pour le franchissement de l'Orne près du hameau de La Lande à Clécy, dans le département du Calvados en région Normandie.

## Situation ferroviaire
Le viaduc est situé entre les gares de La Lande Clécy et Clécy-Bourg sur la ligne du chemin de fer de Caen à Flers, en Suisse normande.

## Histoire
La compagnie des chemins de fer de l'Ouest entreprend, au début des années 1860, sur la ligne Paris - Granville la construction d'un embranchement de la gare de Cerisy-Belle-Étoile vers Caen. Le premier tronçon de Cerisy-Belle-Étoile à Berjou, inauguré le 9 novembre 1868, précède l'inauguration le 15 mai 1873 du tronçon de Berjou à Caen, sur lequel est situé le viaduc.
C'est monsieur Verjat, architecte de la compagnie qui entreprend la construction du viaduc, achevé en 1866, plusieurs années avant la mise en circulation de la ligne.

## Caractéristiques
Le viaduc de Clécy est un pont ferroviaire prévu pour deux voies mais dont une seule est posée. Construit en pierre, il comporte 9 arches pour une longueur de 108 mètres.

## Le viaduc auXXIesiècle
Toujours opérationnel, la voie est entretenue par l'Amicale pour la mise en valeur de la ligne Caen-Flers qui fait circuler des Vélos-Rail sur deux tronçons de la ligne et entreprend des circulations d'entretien en vue d'une remise en circulation. Ce projet soutenu par divers acteurs, est entré dans une phase active depuis la réunion du 4 février 2010 du comité de pilotage de l'étude consacrée à l'aménagement de la ligne. La Région envisage la circulation d'un train touristique sur la totalité de la ligne après une expérimentation sur une portion sud et la résolution des problèmes techniques posés notamment par l'aménagement des tunnels. Le viaduc est donc susceptible de revoir une circulation ferroviaire régulière emprunter son tablier.

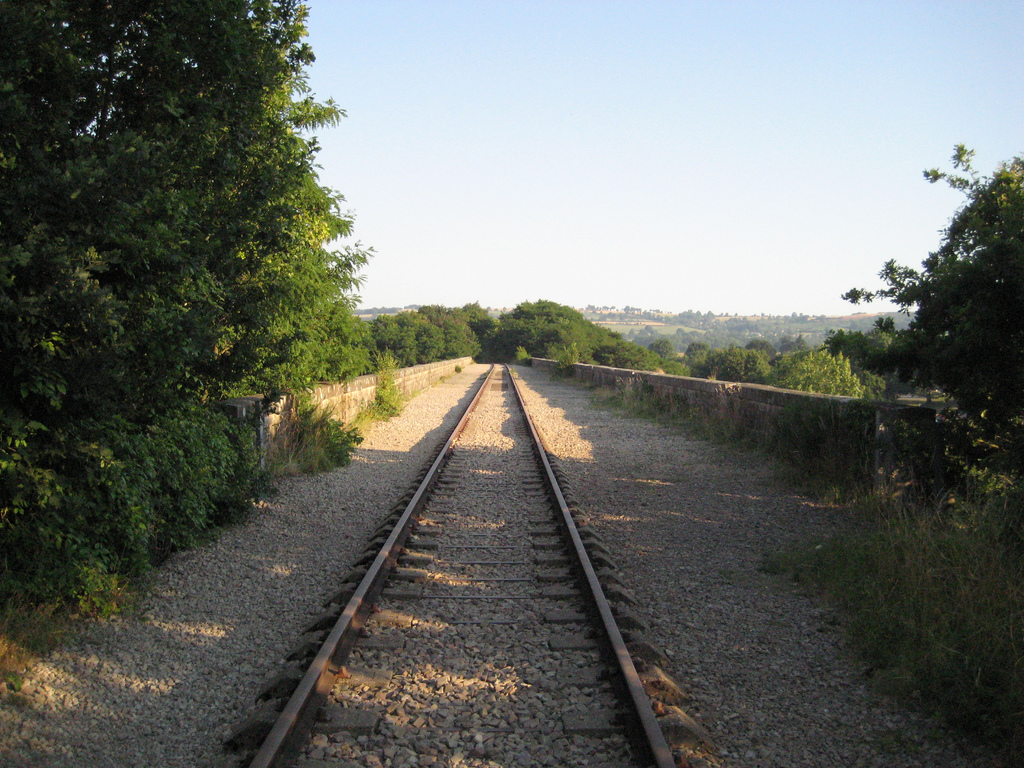
la voie sur le viaduc de Clécy (2008)

## Photographie
- Louis Alphonse de Brébisson, vue générale du viaduc sur l'Orne, entre La Lande et Clécy, négatif noir et blanc sur verre[7]